# Stadion Inhułeć w Petrowem
Stadion Inhułeć – stadion sportowy w Petrowem, na Ukrainie. 

## Charakterystyka
Został otwarty latem 2014 roku. Może pomieścić 1869 widzów. Swoje spotkania rozgrywają na nim piłkarze klubu Inhułeć Petrowe, od 2016 roku występującego w Perszej Lidze (drugi poziom rozgrywkowy).
W 2018 roku w innej lokalizacji rozpoczęła się budowa nowego piłkarskiego stadionu, na który docelowo ma się przenieść klub Inhułeć Petrowe.